# Río Atuel
El río Atuel es un río argentino que nace en el distrito del sosneado provincia de Mendoza, aproximadamente de 12.500 km² hasta llegar a la zona de sur de la provincia de La Pampa, este río le interviene una barrera San Rafael (Mendoza) que no permite circular el río en algunas zonas de La Pampa.

## Geografía

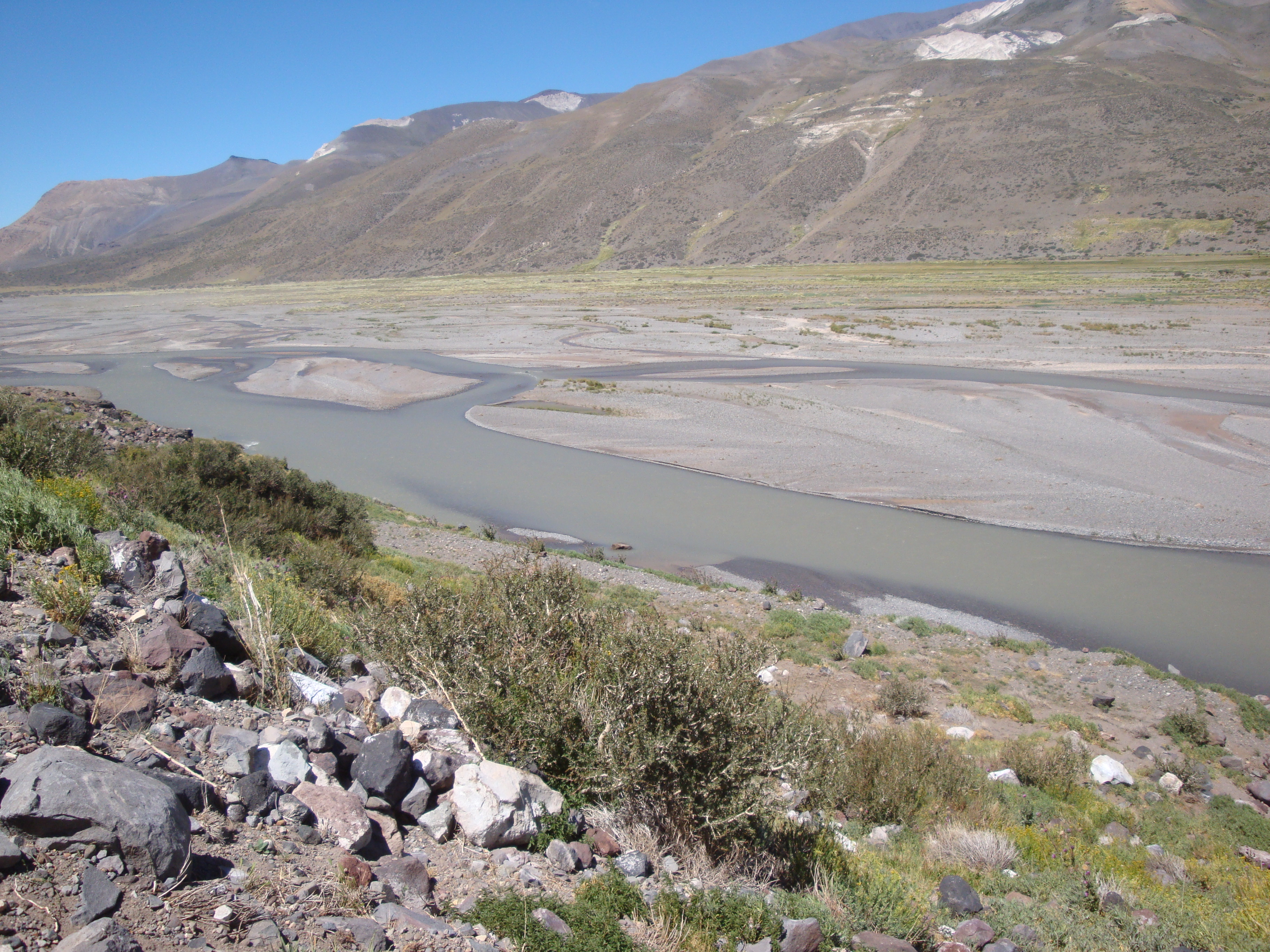
El río Atuel en El Sosneado

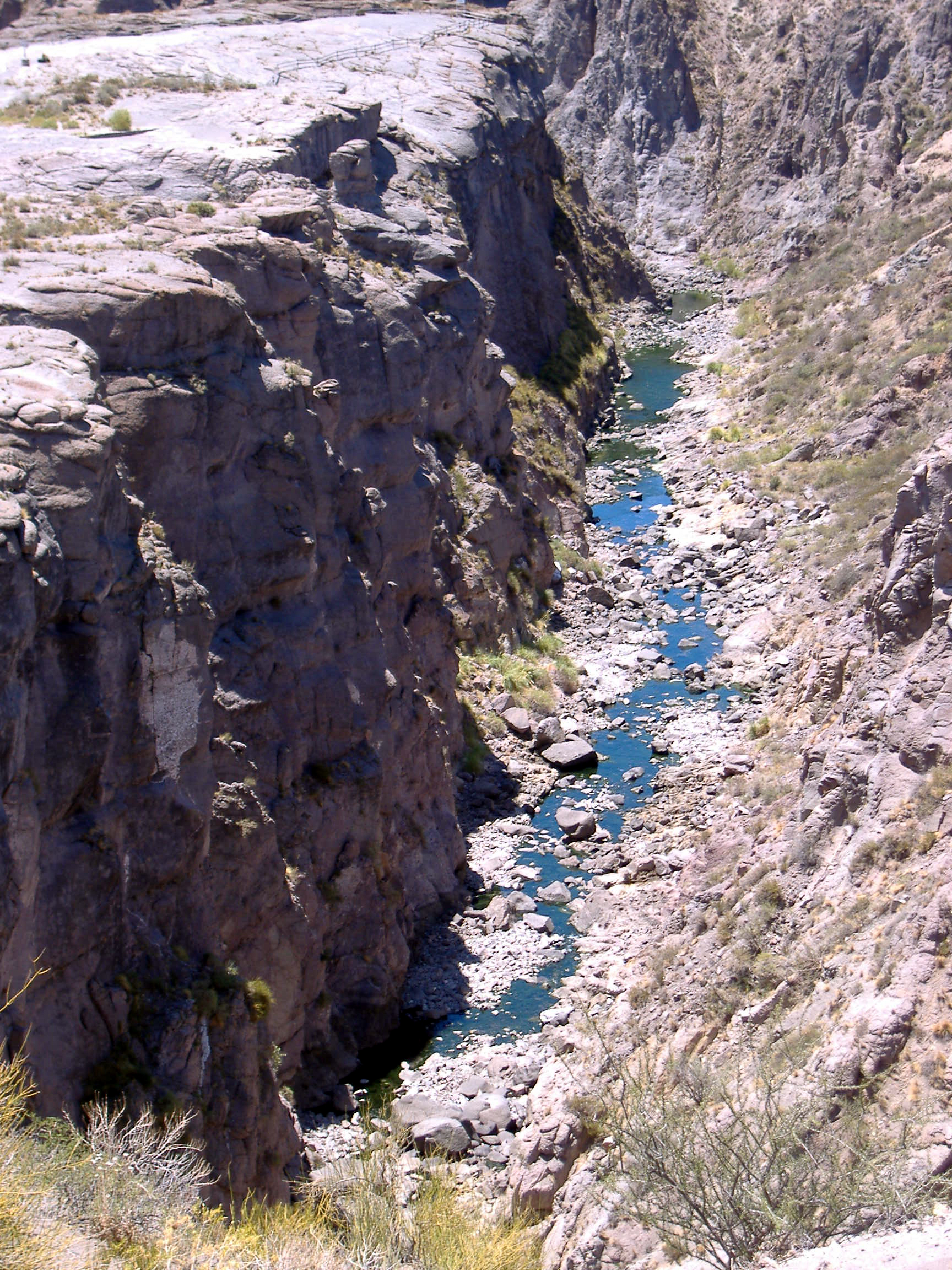
Vista del cañón del Atuel

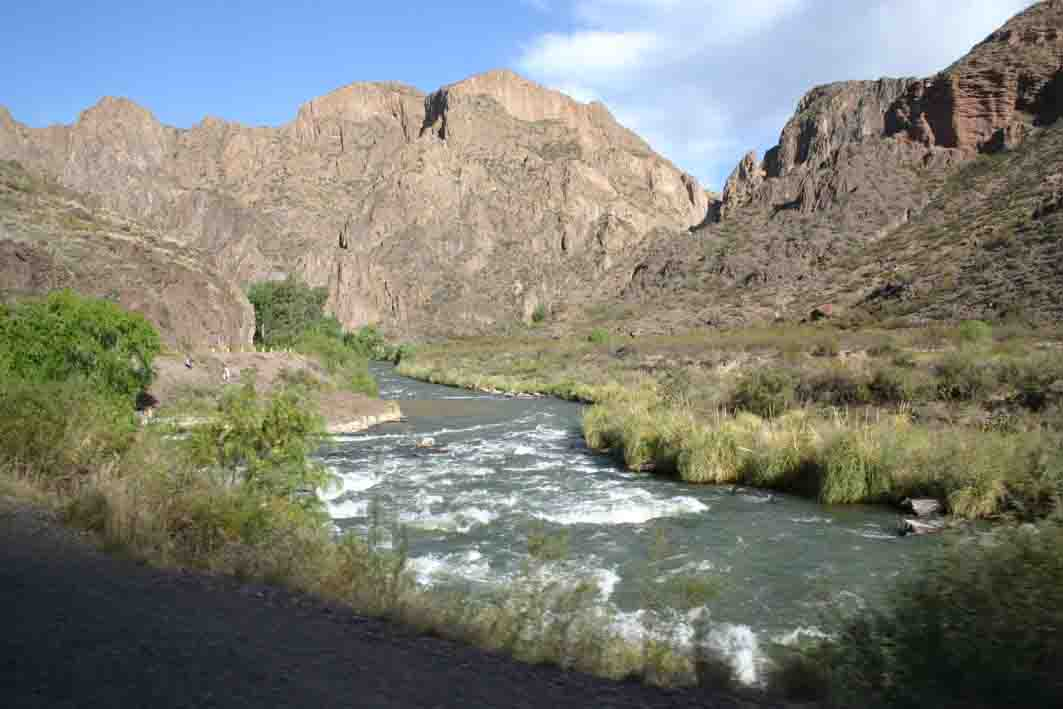
Otra vista del río

Al poco se une a su confluente el arroyo Salado, en la localidad de "La Junta". A partir de allí es parte de importantes obras de potencial hidráulico, con cinco presas: Nihuil, Nihuil I, II y III y el Compensador Valle Grande.
La cuenca hidrológica activa del Atuel se encuentra en la región occidental, donde las precipitaciones pluvionivales —de 600 a 800 mm anuales— alimentan a ríos y arroyos. El río atraviesa distintos ambientes geográficos desde su nacimiento, hasta la llanura desértica en su tramo final en donde dividido en varios brazos penetra en los bañados del Atuel, un importante humedal. El principal de esos brazos, que llega a unirse con el río Salado, es el arroyo de la Barda. El Atuel es el quinto afluente importante del Desaguadero, tras los ríos San Juan, Mendoza, Tunuyán y el Diamante.
El río Atuel en su tramo superior tiene el dique nivelador Rincón del Indio, canal marginal. En su tramo medio, el dique nivelador Negro Quemado, canal Real del Padre y canal Margen Derecha y en su tramo inferior impermeabilización de los canales Nuevo Alvear y de los conductores Bosch, Chistopherson, Lange, etc.
El Atuel cuenta para realizar sus derrames con 545 km de canales y la más importante red de colectores de las distintas cuencas, con una extensión de 850 km. Las aguas de este río son aprovechadas para la agricultura y el abastecimiento poblacional por el intermedio de los siguientes canales:
- canal Izuel: este riega el centro de Villa Atuel, La Guevarina y El Apague en un total de 9200 ha;
- canal Jáuregui: riega Soitué y Los Claveles, abarcan 6.400 ha;
- canal Regueira: riega la zona Este con un total de 2.700 ha;
- Atuel Sud: riega Jaime Prats, 10.200 ha.

## El conflicto entre Mendoza y La Pampa
Actualmente existe una disputa interprovincial entre La Pampa y Mendoza por el aprovechamiento del Río Atuel. La situación se agrava cuando se registran años de menor caudal, debido a la poca precipitación nívea y la falta de lluvias en verano, situaciones de sequía que empeoran los problemas entre las dos provincias, al aumentar los requerimientos del caudal y la escasez del mismo. El panorama futuro es desalentador, puesto que el crecimiento sostenido de la población en el sur de Mendoza hará que este recurso hídrico sea insuficiente incluso para el mismo sur mendocino.
Mendoza empezó con los aprovechamientos hacia 1917 sobre el brazo principal del río Atuel, cuando lo redirigió, sin considerar los intereses de aguas abajo. 
En los años 30 empezó el corte de otro brazo: el Butaló, con los conocidos tapones de Ugalde que en algún instante tuvieron  una contestación violenta de parte de algunos pobladores porque se vieron muy afectados. El territorio se estropeó mucho, ya que el agua no llegaba adecuadamente y no había obras para conducirla y promover su aprovechamiento.

## Galería de imágenes

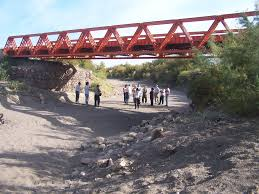
Río Atuel en La Pampa.
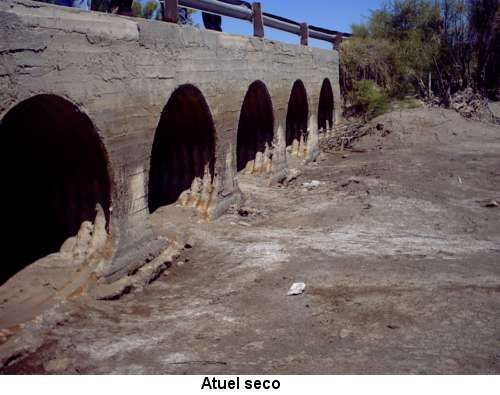
Puente sobre el Atuel seco.
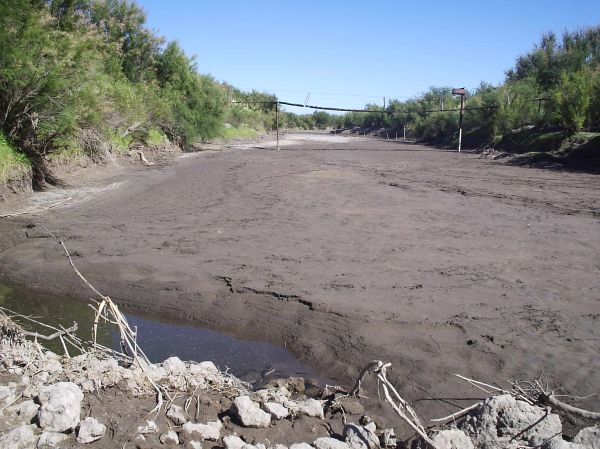
Río Atuel en La Pampa.
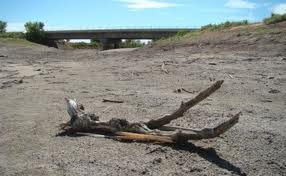
Río Atuel sin agua.
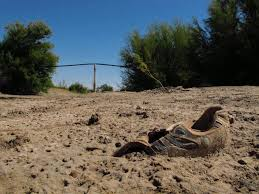
Río Atuel en La Pampa.
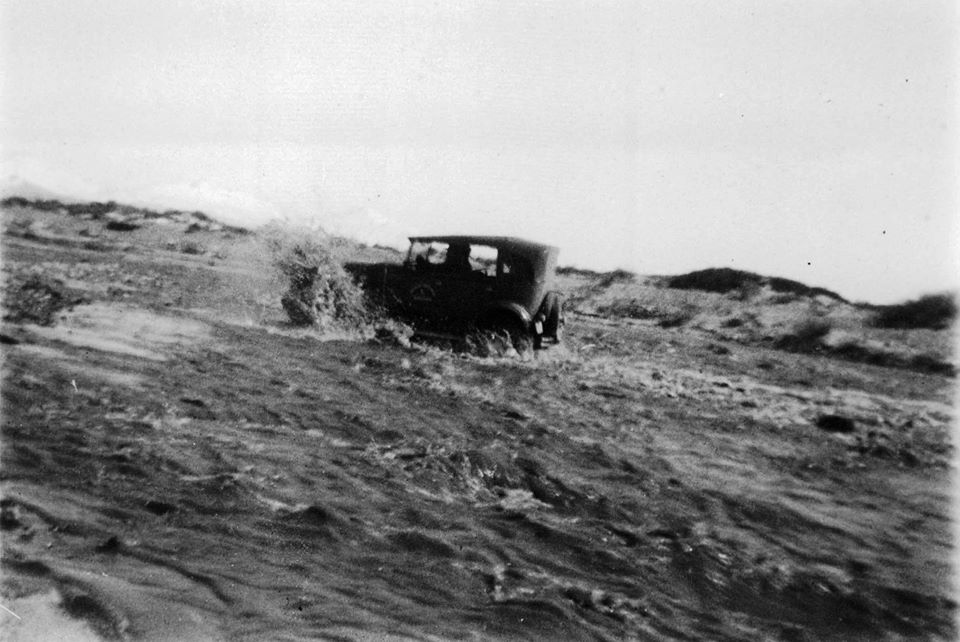
Automóvil cruzando el río Atuel antes de la construcción de puentes en 1937.
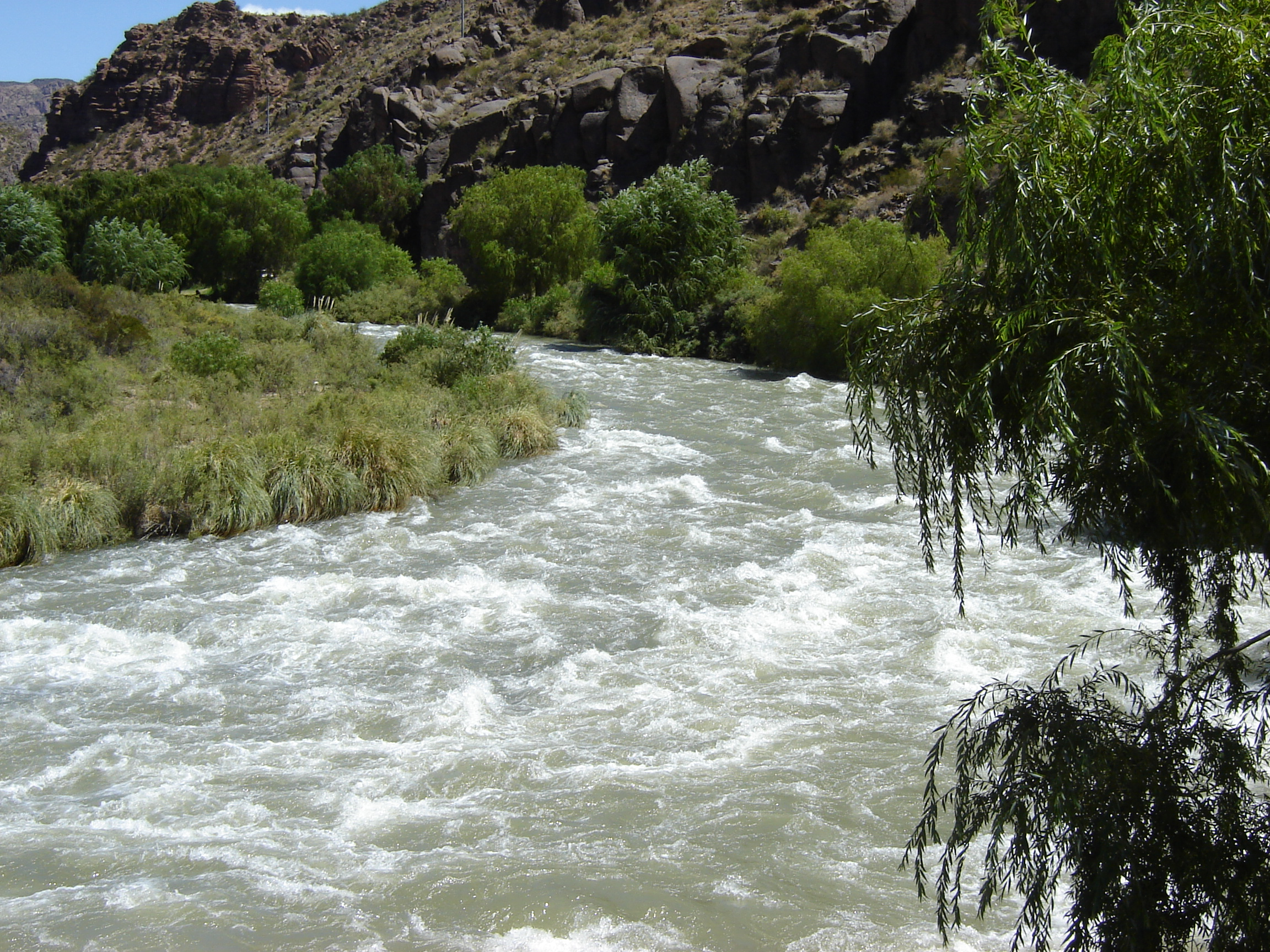
Río Atuel a la salida del cañón.